# Ionia (Michigan)
Ionia ist eine Stadt im US-Bundesstaat Michigan und der Verwaltungssitz des Ionia County. Ionia liegt zwischen der Hauptstadt von Michigan, Lansing, und der zweitgrößten Stadt, Grand Rapids. Das U.S. Census Bureau hat bei der Volkszählung 2020 eine Einwohnerzahl von 13.378 ermittelt.

## Geschichte
Vor der Einwanderung von europäischstämmigen Amerikanern war dies der Standort eines Odawa-Dorfes. Der Anführer der Odawa hier war Cobmoosa. Sein Volk pflanzte hier 1833 Feldfrüchte an, aber als Siedler ankamen, verkauften sie diese Feldfrüchte an diese und siedelten zum Flat River um. In den 1850er Jahren wurden sie nach Oceana County umgesiedelt. 1865 wurde Ionia als Dorf gegründet und 1873 zu einer Stadt erhoben.

## Demografie
Nach einer Schätzung von 2019 leben in Ionia 11.168 Menschen. Die Bevölkerung teilt sich auf in 64,8 % nicht-hispanische Weiße, 21,6 % Afroamerikaner, 0,4 % amerikanische Ureinwohner, 0,3 % Asiaten und 2,7 % mit zwei oder mehr Ethnizitäten. Hispanics machten 10,2 % der Bevölkerung aus. Das mittlere Haushaltseinkommen lag 2017 bei 50.990 US-Dollar und die Armutsquote bei 24,5 %.

## Wirtschaft
Die Gefängnisse Ionia Correctional Facility und die Michigan Reformatory sind wichtige Arbeitgeber in Ionia. In den 1920er Jahren beschäftigte das Karosseriebauunternehmen Hayes-Ionia Company 3000 Mitarbeiter.

## Persönlichkeiten
- Myron G. Barlow (1873–1937), Maler